# Preigney
Preigney é uma comuna francesa na região administrativa de Borgonha-Franco-Condado, no departamento de Alto Sona. Estende-se por uma área de 12,18 km². Em 2010 a comuna tinha 114 habitantes (densidade: 9,4 hab./km²).